# Волкова, Маргарита Андреевна
Маргарита Андреевна Волкова (31 мая 1930 года — 2 марта 2009 года) — инженер-технолог, лауреат Государственной премии СССР (1983). Заслуженный химик БАССР (1979).

## Биография
Родилась 31 мая 1930 года в с. Неонилинское Уральской области.
В 1953 году окончила Уральский политехнический институт в Свердловске.
По окончании института работала в ПО «Салаватнефтеоргсинтез» инженером-технологом, с 1957 года — старшим аппаратчиком, с 1960 года — начальником смены, с 1961 года — старшим инженером-технологом, с 1963 года — заместителем начальника цеха, в 1974—1985 годах — начальник отдела.
Участвовала в разработке специальных технологий на комбинате и внедрении их в производство, является автором 5 изобретений.

## Награды и звания
- Государственная премия СССР (1983)